# ジェラートジェラート
ジェラートジェラートは、石川県で展開するイタリアンジェラートのチェーン店。株式会社 アーリオ・オーリオが運営を行う。

## 概要
ジェラート販売の店舗を展開しており、系列として、ペペロンチーノ（イタリアンレストラン）・ジェラートカフェ（カフェ）がある。
創業の企業は2006年12月29日に経営破たんし、その後、会社清算手続きが完了した。現在は、株式会社アーリオ・オーリオ（石川県河北郡津幡町）が運営している。

## 事業所・店舗
本社
- 石川県河北郡津幡町字領家ツ16

直営店舗
- T･Beans（加賀市）
- Beansラスパ白山店（白山市）
- ジェラートジェラート アルプラザ小松店（小松市）
- ジェラートジェラート エムザ店（金沢市）